# شین پکن
شین پکن (به انگلیسی: Xin Beijing) یک کشتی است که طول آن 337m می‌باشد. این کشتی در سال ۲۰۰۷ ساخته شد.